# Aeroportul Niijima
Aeroportul Niijima (IATA: IHA, ICAO: RJAN) este un aeroport din Niijima⁠(d), Ōshima Subprefecture⁠(d), Tokyo, Japonia ce deservește zona Niijima⁠(d). Aeroportul a fost tranzitat în decembrie 2020 de 2.115 pasageri. A fost numit după zona deservită.
Situat la o altitudine de 28,6512 m, aeroportul dispune de o singură pistă. Este operat de Tokyo Metropolitan Government Bureau of Port and Harbor‎⁠(d).